# UProm TV
UProm TV, ursprünglich auch YouProm TV genannt,  war ein deutscher, in München ansässiger Sender mit dem Programmschwerpunkt der Ausstrahlung von (Community-)Videoclips. Als sogenanntes „2.0 Programm“ war der Kanal von März 2007 bis Februar 2011 auf Sendung. UProm TV war ein privates Spartenprogramm und erhielt seine Sendelizenz durch die Bayerische Landeszentrale für neue Medien. Der Medienrat der BLM hat in seiner Sitzung am 12. Oktober 2006 die bundesweite digitale Satellitenverbreitung des Programmangebots für acht Jahre genehmigt. UProm.TV ist ein Joint Venture zwischen dem Medienunternehmen FiveWorks GmbH und der FIDOR AG, dem eigenen Spezialist für e-Commerce und Finanzdienstleistungen. Der Senderclaim lautet: UProm.TV - DU bist TV!. Des Weiteren positioniert sich der Sender als Deutschlands erster digitaler Sender mit User generated content (UGC).

## Internet Videoplattform
Ab dem 20. November 2006 war die Internet Videoplattform des Produktionsunternehmens mit einer Beta-Version online. Als grundlegender Baustein des Programms konnte der Nutzer, dessen Programm sich aus zuschauergenerierten Inhalten zusammensetzte seine selbstgemachten Videos einstellen. Ziel des Senders war es, Menschen zu finden, die ein fernsehaffines Talent haben.
Der Zuschauer entscheidet damit selbst, was er sehen möchte und was gesendet wird.

## Programm
Das Programm bestand aus Videoclips der Zuschauer und Internetuser des Senders, die jedoch zuvor auf der Senderhomepage hochgeladen werden müssten. Dabei wurden die Filme in gewisse Genres eingeteilt. Diese waren ACTION & SPORTS, FUN & COMEDY, PARTY & EVENT, MUSIK, DOKU, YOU, REPORTER, REISE und BREAKING NEWS. Nach einem bestimmten Auswahlverfahren wurden die Clips  dann Onair geschickt. Die Hobbyfilmer und Einsender der Beiträge, die es ins Fernsehen schafften, bekamen per TV-Voting zusätzlich die Chance, sich in einem speziellen Forum auf UProm.TV zu präsentieren und einen attraktiven Preis oder einen Produktionsauftrag zu gewinnen.
Neben diesen Clips betreibt die YouProm TV Produktions- und Vertriebs GmbH seit 21. Mai 2007 noch das börsen- und informationsorientierte Format UFinance TV, welches ursprünglich unter dem Namen Fidor Finance TV gestartet wurde.
Die anfänglich angebotenen Rubriken, unter denen die Videoclips eingeordnet werden konnten, wurden nun etwas modifiziert.